# Bach von der Jostkirche
Der Bach von der Jostkirche ist ein etwa ein Kilometer langer rechter und südöstlicher Zufluss des Nonroder Bachs in der Gemeinde Fischbachtal des hessischen Landkreises Darmstadt-Dieburg.

## Geografie

### Verlauf
Der Bach von der Jostkirche entspringt östlich von Niedernhausen und verläuft in nordwestlicher Richtung vorbei an der St.-Jost-Kapelle, von der er seinen Namen hat, und mündet kurz vor Niedernhausen in den Nonroder Bach.

### Flusssystem Gersprenz
- Fließgewässer im Flusssystem Gersprenz